# Rasnitsynoryctes
Rasnitsynoryctes  (лат.) — род паразитических наездников из семейства Braconidae. Обитают в Азии: Вьетнам, Малайзия.

## Описание
Длина около 10 мм. Основная окраска тела коричневая и чёрная. Усики самки тонкие, нитевидные (у вида Rasnitsynoryctes vietnamicus 48-члениковые). Отличается короткой медиокубитальной ячейкой заднего крыла, наличием двух продольных латеральных бороздок на втором метасомальном тергите, плотным опушением тела. Разделяет признаки родов Pedinotus, Doryctoproctus и Halycaea. Предположительно паразитируют на ксилофагах, таких как личинки жуков-дрвоосеков (Cerambycidae). Род был впервые описан в 2011 году российским гименоптерологом Сергеем Белокобыльским (ЗИН РАН, Санкт-Петербург). Род был назван в честь профессора Александра Павловича Расницына (ПИН РАН, Москва), крупного энтомолога и палеонтолога.
- Rasnitsynoryctes alexandri Belokobylskij, 2011 (Малайзия)[1]
- Rasnitsynoryctes vietnamicus Long & Belokobylskij, 2019 (Вьетнам)[2]